# Petr Píša
Petr Píša (* 9. září 1965 Jihlava, Československo) je český umělecký kovář, divadelní herec, dirigent a zpěvák. Původně byl seřizovačem strojů. Je to zakladatel dechového orchestru Tutti, jehož je dirigentem, a zpěvák a kapelník swingového orchestru Zatrestband, také hostující člen PS Campanula. Vede celoroční projekt Tančírna Třešť. Je pořadatelem festivalu Cihelna Třešť. Hrál mj. v opeře Národního divadla v novém nastudování Dobře placené procházky (2007). Účastnil se projektu Plzeň 2015 Evropské hlavní město kultury, kde prezentoval svoji obří kovovou loutku. Jeho projektem v minulých letech byl ORCHESTRoj, což je hudebně-divadelně-technický projekt, který se celý provozuje va pojízdném pódiu-valníku. Zhruba půlhodinové divadelní představení vyvrcholí v koncert Zatrestbendu, během kterého divák žasne nad popíráním gravitace ze strany muzikantů, či třeba stojcí a přitom pohybující se zpěvačky.
V roce 2018 organizoval po celé Vysočině projekt na oslavu stého výročí založení Československé republiky Proletí 100letí. Tento projek vyvrcholil monumentální oslavou 28. října na náměstí v Jihlavě. Mimořádnost dané akce dokazuje, mimo jiné, i Cena rada města Jihlavy, kterou za celý projekt obdržel.
O Petru Píšovi byl natočen krátký dokument, který stručně hovoří o Píšově životě a ORCHESTRoji.